# Blue Hawaii (album)
 For alternative betydninger, se Blue Hawaii. (Se også artikler, som begynder med Blue Hawaii)
Blue Hawaii er en LP-plade med Elvis Presley, udsendt på RCA med nummeret RCA LSP-LPM-2426. (LSP og LPM angiver, hvorvidt der er tale om hhv. stereo- eller monoudgaven, og begge var så efterfulgt af løbenummeret 2426).
Albummet rummer soundtracket fra Presley-filmen Blue Hawaii og kom på gaden i oktober 1961, kort før premieren på filmen. Alle sangene er indspillet hos Radio Recorders i Hollywood i tidsrummet 21. – 23. marts 1961.

## Personerne bag albummet
Folkene bag LP'en er:
- Joseph Lilley, producer
- Elvis Presley, sang
- Scotty Moore, guitar
- Hank Garland, guitar
- Tiny Timbrell, guitar
- Floyd Cramer, klaver
- Dudley Brooks, klaver
- Bob Moore, bas
- D.J. Fontana, trommer
- Hal Blaine, trommer
- Bernie Mattinson, trommer
- Homer "Boots" Randolph, saxofon
- George Fields, mundharpe
- Bernie Lewis, ukulele
- Fred Tavares, ukulele
- Alvino Ray, steel guitar
- The Jordanaires, kor
- The Surfers, kor
- Dorothy McCarty, kor
- Virginia Rees, kor
- Loulie-Jean Norman, kor
- Jacqueline Allen, kor

## Sangene
Sangen "Blue Hawaii" er titelmelodi til filmen og indsunget af Elvis Presley den 22. marts 1961. Den er en komposition af Leo Robin og Ralph Rainger, og er oprindeligt skrevet til filmmusicalen Waikiki Wedding fra 1937, hvor den blev sunget af Bing Crosby.
Udover titelmelodien er yderligere et par af filmens i alt 14 sange blevet meget kendte i Danmark, bl.a. "No More" og "Can't Help Falling In Love". "No More" blev skrevet af Don Robertson og Hal Blair, men er baseret på den gamle spanske sang "La Paloma", mens "Can't Help Falling In Love", som er skrevet af George David Weiss, Hugo Peretti og Luigi Creatore, baserer sig på en italiensk melodi fra det 18. århundrede, som er bedst kendt i sin franske udgave, "Plaisir d'Amour".
Filmens sange var:

### Side 1
- "Blue Hawaii" (Leo Robin, Ralph Rainger)
- "Almost Always True" (Ben Weisman, Fred Wise)
- "Aloha Oe" (Queen Lydia Lili'uokalani)
- "No More" (Don Robertson, Hal Blair)
- "Can't Help Falling In Love" (George David Weiss, Hugo Peretti, Luigi Creatore)
- "Rock-A-Hula Baby" (Ben Weisman, Dolores Fuller, Fred Wise)
- "Moonlight Swim" (Ben Weisman, Sylvia Dee)

### Side 2
- "Ku-U-I-Po" (George David Weiss, Hugo Peretti, Luigi Creatore)
- "Ito Eats" (Roy C. Bennett, Sid Tepper)
- "Slicin' Sand" (Roy C. Bennett, Sid Tepper)
- "Hawaiian Sunset" (Roy C. Bennett, Sid Tepper)
- "Beach Boy Blues" (Roy C. Bennett, Sid Tepper)
- "Island Of Love" (Roy C. Bennett, Sid Tepper)
- "Hawaiian Wedding Song" (Al Hoffman, Charles King, Dick Manning)

## Sangen, der ikke var med
Den 22. marts 1961 indsang Elvis til brug i filmen Blue Hawaii kompositionen "Steppin' Out Of Line" af Ben Weisman, Dolores Fuller og Fred Wise, samme team, der også stod bag "Rock-A-Hula Baby". Imidlertid blev "Steppin' Out Of Line" ikke anvendt i filmen men udsendtes i stedet på LP'en Pot Luck, der kom på gaden i juni 1962. 

## Grammy-nominering
Soundtracket Blue Hawaii blev i 1962 nomineret til en Grammy i kategorien 'Best Soundtrack from Motion Picture', uden dog at vinde.